# Saad Al-Sheeb
Saad Abdulla asz-Szib (arab. ‏سعد عبد الله الدوسري‎, ur. 19 lutego 1990 w Dosze) – katarski piłkarz występujący na pozycji bramkarza w drużynie Al-Sadd oraz reprezentacji Kataru.

## Kariera piłkarska
Asz-Szib od początku kariery broni w barwach klubu Al-Sadd, który występuje w rozgrywkach Qatar Stars League. W 2010 zadebiutował w reprezentacji Kataru. W 2011 został powołany do kadry na Puchar Azji rozgrywany właśnie w Katarze. Jego drużyna wyszła z grupy, zajmując 2. miejsce, jednak odpadła w ćwierćfinale z późniejszym mistrzem – Japonią.